# Urs Eiholzer
Urs Eiholzer (* 1951) ist ein Schweizer Arzt und Fachautor.

## Leben
Urs Eiholzer doktorierte nach seinem Medizinstudium bei Hanspeter Rohr an der Universität Basel. Weiterbildungen absolvierte er in allgemeiner Pädiatrie in Luzern, Zürich und v. a. in Lausanne bei Emile Gautier sowie in pädiatrischer Endokrinologie bei Andrea Prader und Milo Zachmann in Zürich. Heute leitet Urs Eiholzer das Pädiatrisch-Endokrinologische Zentrum Zürich (PEZZ; früher: Institut Wachstum Pubertät Adoleszenz), das er 1987 gegründet hat. 2002 erhielt Urs Eiholzer die Venia legendi und wurde 2009 zum Titularprofessor an der Universität Zürich ernannt. Seine klinische Forschung umfasst Fragestellungen über Wachstum, Pubertät, Körperzusammensetzung sowie über bio-psycho-soziale Zusammenhänge. Nach Arbeiten rund um das Prader-Willi-Syndrom gilt sein Hauptinteresse seit einigen Jahren der Regulation der körperlichen Aktivität bei Kindern und Jugendlichen. Urs Eiholzer ist Autor von zahlreichen wissenschaftlichen Publikationen und Aufsätzen. Mehrere seiner Bücher wenden sich überdies direkt an die Patienten sowie deren Familien und Betreuer. Zwei seiner Publikationen wurden von der British Medical Association ausgezeichnet.

## Forschungstätigkeit
Die medizinischen Schwerpunkte von Urs Eiholzer liegen neben Wachstum und Entwicklung vom Säugling bis zum jungen Erwachsenen in einem umfassenden und integrativen Behandlungsansatz von Kindern mit Hormonstörungen und der Abklärung und Betreuung spezifischer syndromaler Erkrankungen.
Die ersten Ergebnisse von Urs Eiholzer gehen auf die Erforschung und Behandlung des Prader-Willi-Syndroms zurück, einer genetischen Behinderung, die besonders bei Kindern die Steuerung des Hungers und des Bewegungsverhaltens beeinflusst. Zwischen der Erstbeschreibung des Syndroms 1956 und dem Jahre 1990 gab es wenig neue Erkenntnisse. Man nahm vor allem den unstillbaren Appetit, die resultierende Fresssucht und die ungeheure Ansammlung von Fett wahr. Der frühe Tod der Patienten war in der Regel die direkte Folge eines massiven Übergewichtes. Urs Eiholzer und sein Team haben dazu beigetragen, ein ganzheitliches Behandlungsmodell für Prader Willi Kinder zu entwickeln.
Neben zahlreichen Arbeiten über Wachstum, Pubertätsentwicklung und Körperzusammensetzung befasst sich ein Forschungsschwerpunkt mit der Regulation und der Beeinflussung der Lust auf Bewegung von Kindern. Auslöser waren Erkenntnisse über den Einfluss von Krafttraining auf die spontane Aktivität aus den Prader-Willi-Studien, die auf gesunde Kinder übertragen liessen. Da die Aktivität der Bevölkerung, besonders aber diejenige der Kinder deutlich abnimmt, versuchen Urs Eiholzer und sein Team mehr über die Steuerung der Bewegungslust der Kinder zu verstehen und Methoden zu entwickeln, um diese zu erhöhen.
Zwischen 2017 und 2019 hat Urs Eiholzer zusammen mit 62 Schweizer Pädiatern rund 18'000 Kinder gemessen und diesen Datensatz mit Daten aus aktuellen Messungen von Neugeborenen, Schularztuntersuchungen und Rekrutenmessungen vervollständigt. Entstanden ist mit über 30'000 Datensätzen ein Bild des aktuellen Wachstums und der Entwicklung von Kindern und Jugendlichen in der Schweiz. Die Resultate zeigen, dass die seit 2011 in der Schweiz verwendeten WHO-Kurven das Wachstum der heutigen Kinder in der Schweiz nur ungenügend abbilden.

## Preise/Ehrungen
- 2006 British Medical Association Medical Book Competition ”Highly Commended” (Popular medicine), presented to Urs Eiholzer and S. Karger AG for Prader-Willi Syndrome: Coping with the disease – Living with those involved.[2]
- 2002 British Medical Association Medical Book Competition ”Commended” (Basic and clinical sciences), presented to Urs Eiholzer and S. Karger AG for Prader-Willi Syndrome – Effects of Human Growth Hormone Treatment
- 2009 Prader-Willi Syndrome Association of Australia Certificate of Appreciation for “outstanding contribution in research benefiting people with Prader-Willi Syndrome”

## Publikationen
Außer medizinischen Fachbücher hat Eiholzer eine Vielzahl von Aufsätzen in der internationalen Fachpresse veröffentlicht.
- SGA – Mangelgeburt  Ursachen – Risiken – Therapien. Karger, 2016, ISBN 978-3-318-05862-8.
- SGA-Mangelgeburt. Ein Ratgeber für Eltern. Zürich 2016, ISBN 978-3-9524109-9-8.
- Das Prader-Willi-Syndrom – Über den Umgang mit Betroffenen. Karger, Basel 2005, ISBN 3-8055-7845-8.
- Prader-Willi Syndrome – Coping with the Disease – Living with Those Involved. Karger, Basel 2005, ISBN 3-8055-7846-6.
- Prader-Willi Syndrome. Effects of Human Growth Hormone Therapy. In: Endocrine Development. Vol. 3, Series Editor: M.O.Savage (London)
- Growth, Stature and Psychosocial Well-Being. Hogrefe & Huber Publishers, Kirkland / Toronto / Zürich / Göttingen 1999, ISBN 0-88937-197-0.
- Prader-Willi Syndrome as a Model for Obesity. Karger, Basel 2003, ISBN 3-8055-7574-2.
- Bettnässen? über das Bettnässen und wie man es los wird. Verlag Hans Huber, Bern 1995, DNB 953354741.
- La sindrome di Prader-Willi – Il comportamento con i pazienti affetti da questa sindrome. Karger, Basel 2006, ISBN 3-8055-8158-0.
- El síndrome de Prader-Willi – Sobre el trato con los afectados. Karger Basel 2006, ISBN 3-8055-8159-9.
- Le syndrome de Prader-Willi – Vivre avec les personnes concernées. Karger Basel 2008, ISBN 978-3-8055-8359-6.
- U. Eiholzer, Y. Nordmann, D. l’Allemand, M. Schlumpf, S. Schmid, K. Kromeyer-Hauschild: Improving body composition and physical activity in Prader-Willi Syndrome. In: Journal of Pediatrics. Band 142, 2003, S. 73–78.
- U. Eiholzer, Y. Nordmann, D. l’Allemand: Fatal Outcome of Sleep Apnoea in PWS during the Initial Phase of Growth Hormone Treatment. A case report. In: Horm Res. 58 Suppl 3, 2002, S. 24–26.